# Бирбрагер, Исаак Шулимович
Исаа́к Шу́лимович Бирбра́гер (14 июня 1935, Ташкент — 1993, там же) — советский шахматист и шахматный композитор; мастер спорта СССР по шахматам
(1965) и шахматной композиции (1955). Журналист.

## Биография
С 1948 опубликовал около 130 композиций, преимущественно двухходовки. На конкурсах удостоен 40 отличий, в том числе 8 первых призов. Финалист 3-го (1952; 3-е место по двухходовкам) и 7-го (1965) личных чемпионатов СССР. Представлял общество «Буревестник».
Умер в Ташкенте в 1993 году в результате нападения грабителей.
Есть дочь (живёт в Израиле).

## Книги
- Шахматы в Узбекистане (1959)
- Занимательные шахматы. — Ташкент: Еш гвардия, 1961. — 120 с.[2]